# Округ Хардинг (Јужна Дакота)
Хардинг (енгл. Harding County) је округ у америчкој савезној држави Јужна Дакота.

## Демографија
По попису из 2010. године број становника је 1.255, што је 98 (-7,2%) становника мање него 2000. године.
| Група             | 2000.         | 2010.         |
| Белци             | 1.307 (96,6%) | 1.197 (95,4%) |
| Афроамериканци    | 4 (0,3%)      | 1 (0,1%)      |
| Азијати           | 8 (0,6%)      | 1 (0,1%)      |
| Хиспаноамериканци | 22 (1,6%)     | 20 (1,6%)     |
| Укупно            | 1.353         | 1.255         |